# سرباز (ورق)

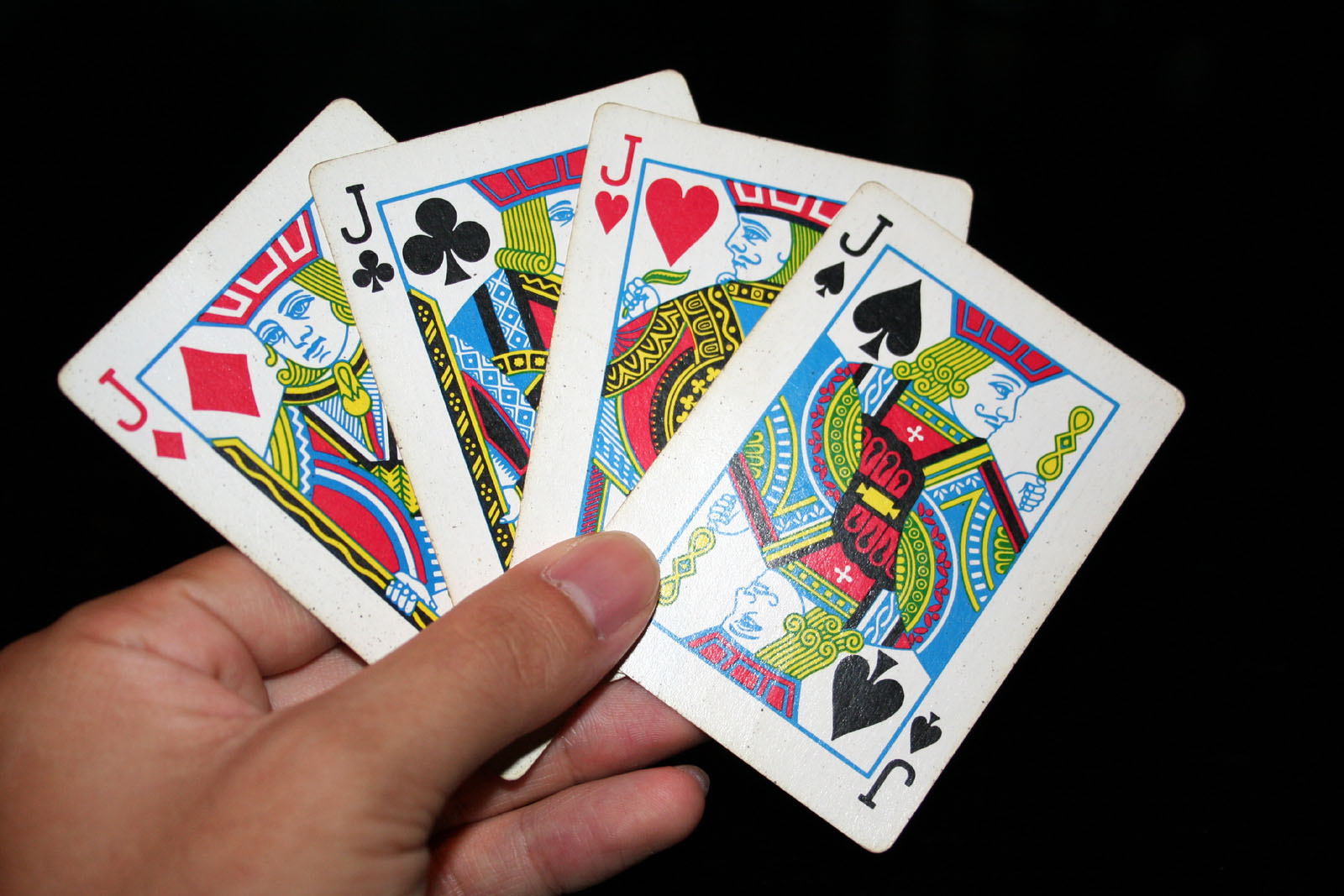
سرباز از هر چهار خال در الگوی انگلیسی

سرباز (به انگلیسی: Jack) یک کارت بازی است که در طرح‌های سنتی فرانسوی و انگلیسی، مردی را در لباس سنتی یا تاریخی اشرافی یا درباری به تصویر می‌کشد. رتبه معمول سرباز بین ده و بی‌بی است.
زمانی که در سال ۱۸۶۴، ساموئل هارت، کارت‌ساز آمریکایی، ورقی را با استفاده از «J» به‌جای «Kn» برای تعیین پایین‌ترین فیس کارت معرفی کرد، اصطلاح «Jack» بیشتر در بازی ورق جا افتاد.